# Sörtjärnen (Lycksele socken, Lappland, 716878-162809)
Sörtjärnen är en sjö i Lycksele kommun i Lappland och ingår i Umeälvens huvudavrinningsområde. Sjön har en area på 0,0544 kvadratkilometer och ligger 286,1 meter över havet.

## Delavrinningsområde
Sörtjärnen ingår i det delavrinningsområde (716943-162830) som SMHI kallar för Inloppet i Älgträsket. Medelhöjden är 281 meter över havet och ytan är 4,52 kvadratkilometer. Räknas de 2 avrinningsområdena uppströms in blir den ackumulerade arean 30,5 kvadratkilometer. Älgträskbäcken som avvattnar avrinningsområdet har biflödesordning 3, vilket innebär att vattnet flödar genom totalt 3 vattendrag innan det når havet efter 155 kilometer. Avrinningsområdet består mestadels av skog (91 procent). Avrinningsområdet har 0,06 kvadratkilometer vattenytor vilket ger det en sjöprocent på 1,2 procent.